# Fajsz
Fajsz nebo také Fajs (počátek 10. století – po 955; maďarsky Falicsi) byl od počátku 50. let 10. století až do roku 955 uherským velkoknížetem z rodu Arpádovců.
Narodil se jako syn Jutotzase, mladšího syna Arpáda, zakladatele Arpádovců, a jeho neznámé ženy. V roce 947 byl šomoďský kníže. Není jisté, jestli se účastnil neúspěšné bitvy na Lechu. Každopádně brzy po ní se stal novým knížetem Takšoň. Informace o jeho životě nezaznamenala žádná uherská středověká kronika, jelikož zřejmě nepatřil k nejmocnějším mužům v té doby. Jediná zmínka o něm pochází z autentického textu Konstantina VII. Porfyrogenna.

## Život

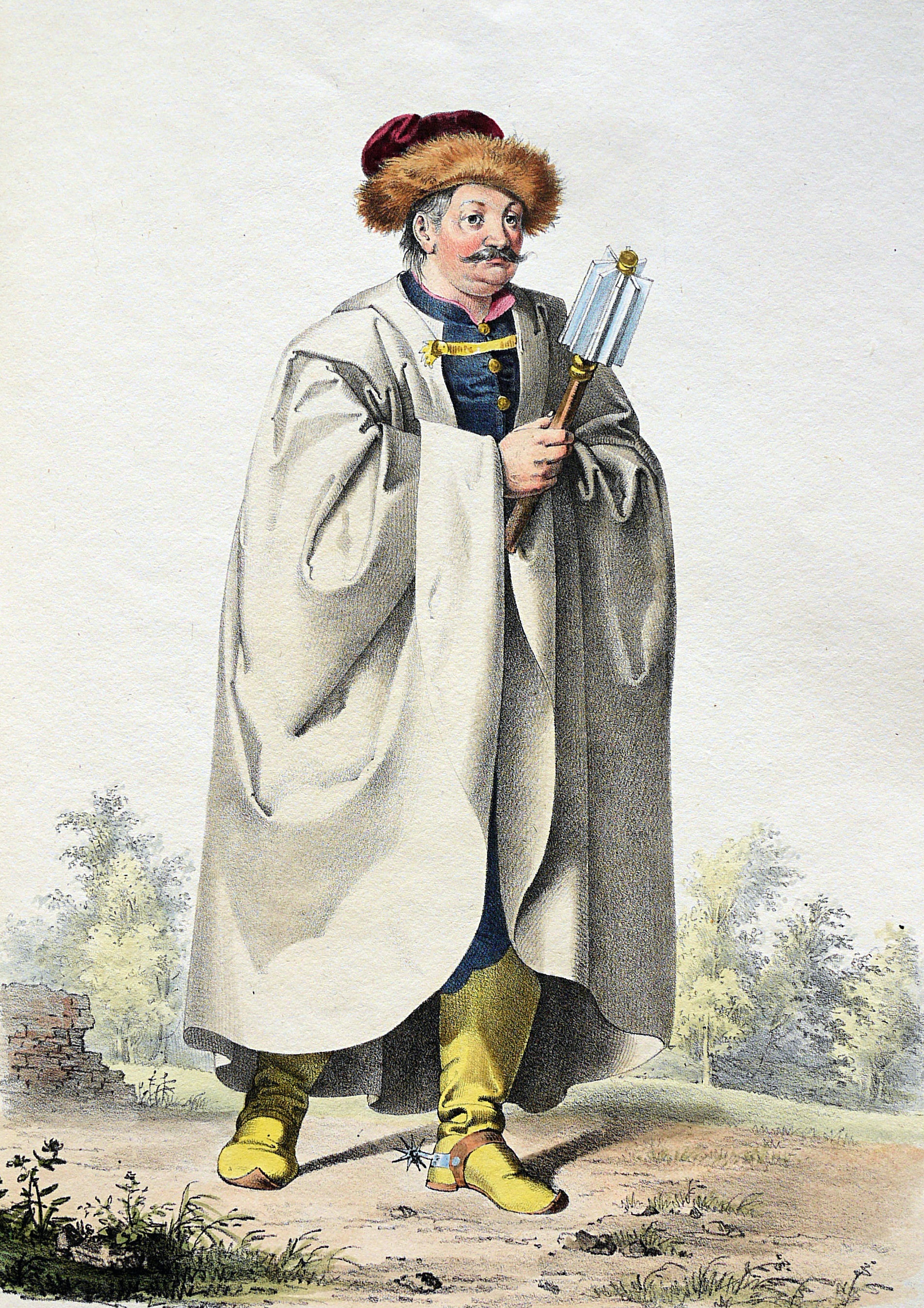
Obraz Fajsze od Josefa Kriehubera.

Byl jediným synem Jutotzase, třetího syna Arpáda, který vedl staromaďarské kmeny do Karpatské kotliny mezi roky 895 až 907. Po smrti Arpáda došlo k zásadním změnám ve vládě kmenové konfederace. Ačkoli různé kmeny mohly i poté jednat ve shodě s nájezdy, již se nepodřídily silné ústřední autoritě. Přesto vláda Arpádovců přinejmenším oficiálně pokračovala, což dokládají zprávy od byzantského císaře Konstantina VII. Fajszův otec, Jutotzas, panoval zřejmě na území mezi Dunají a Zagyvou nebo na území mezi Rábou a Enží.
Jediná zmínka o Fajszovi pochází z listu Konstantina VII. Porfyrogenneta. Ten v roce 948 tituloval Fajsze jako krále Maďarů. O jeho vládě se neví nic. Podle Lászla Kontlera byly za Fajszovy vlády položeny základy křesťanství. Jistá není ani jeho účast v bitvě na Lechu, kde Maďaři utrpěli katastrofickou porážku. Podle Marcela Eliáše se bitvy neúčastnil. Poté však zřejmě abdikoval a novým knížetem se stal Takšoň. Někdy poté zemřel.